# Multiceps multiceps
Multiceps multiceps är en plattmaskart som först beskrevs av Nathanael Gottfried Leske 1780.  Multiceps multiceps ingår i släktet Multiceps och familjen Taeniidae. Inga underarter finns listade i Catalogue of Life.